# Leslie John Comrie
Leslie John Comrie (Pukekohe, 15 agosto 1893 – Londra, 11 dicembre 1950) è stato un astronomo neozelandese.
Nato a Pukekohe a sud Auckland in Nuova Zelanda, studiò all’Università della Nuova Zelanda a Auckland dal 1912 al 1916 laurandosi con lode in Chimica. Durante la I guerra mondiale nonostante una grave sordità si arruolò nella New Zealand Expeditionary Force combattendo sul fronte francese negli ultimi mesi di guerra quando fu ferito perdendo una gamba. Durante la convalescenza iniziò a utilizzare delle calcolatrici meccaniche e a modificarle per svolgere compiti specifici. Nel 1923 ottenne il dottorato presso il St John's College della Università di Cambridge. Si trasferì negli Stati Uniti per insegnare allo Swarthmore College e successivamente alla  Northwestern University nel 1924 dove fu tra i primi ad insegnare l'analisi numerica. Tornò quindi in Inghilterra per far parte del Nautical Almanac Office presso L'Osservatorio Reale di Greenwich. Nel 1924 analizzò alcune tavole matematiche usate nei calcoli astronomici concludendo che moltiplicazioni e divisioni potevano essere svolte meglio con calcolatrici meccaniche piuttosto che con l'uso delle tavole logaritmiche.   Sempre nel 1928 fu il primo ad utilizzare una calcolatrice a schede perforate per il calcolo, mediante la Trasformata di Fourier, del moto della Luna dal 1935 al 2000 migliorando quelli fatti da Ernest William Brown. Nel 1930 fu promosso Sovrintendente del Nautical Almanac Office dando un grande contributo ai metodi di calcolo astronomici ma nel 1936 ne fu allontanato per contrasti con i suoi superiori. Fondò la prima società per il calcolo scientifico nel 1937 con il nome di Scientific Computing Service, Limited. Durante la II guerra mondiale fu a capo di un team di scienziati per la creazione, tra l’altro, di accurate tavole balistiche e geodetiche.     

## Onorificenze
- Membro della Royal Astronomical Society e della Royal Society.

A Leslie Comrie la UAI ha  intitolato il cratere lunare Comrie e l'asteroide della fascia principale 3521 Comrie.